# Me gusta (canción de Ciro y los Persas)
«Me gusta» es una canción y sencillo del grupo musical de Argentina Ciro y los Persas, lanzada como sencillo el 3 de octubre de 2013. Incluida originalmente en su segundo álbum de estudio titulado 27 (2012). Es una de las canciones más conocidas del grupo.

## Video musical

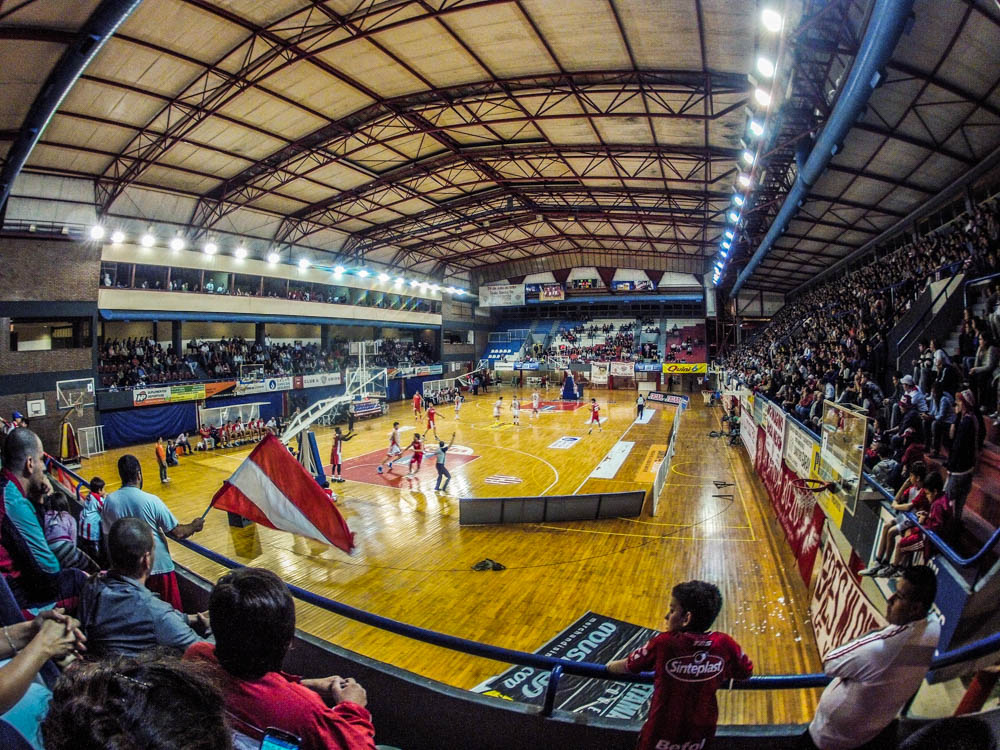
Estadio Ángel P. Malvicino, lugar donde se grabó el video musical de la canción, que fue dedicado a todos sus fanes.

El video musical muestra escenas de un concierto dado por la banda en la provincia de Santa Fe, en el Estadio Ángel P. Malvicino, dedicado a sus fanes por el apoyo incondicional. Fue publicado el 3 de octubre de 2013 en la plataforma digital de YouTube y cuenta con más de 50 millones de visualizaciones.

## Formación
Ciro y los Persas
- Andrés Ciro Martínez: Voz.
- Joao Marcos Cezar Bastos: Bajo.
- Juan Manuel Gigena Ábalos: Guitarra eléctrica.
- Rodrigo Pérez: Guitarra eléctrica.
- Julián Isod: Batería.

Invitados
- Manuela Martínez: Guitarra acústica.
- Katja Martínez: Coros.